# جون وليم طومسون
جون وليم طومسون هو سياسي كندي، ولد في 28 ديسمبر 1928 في تورونتو في كندا. حزبياً، نشط في الحزب الكندي التقدمي المحافظ. وقد انتخب عضو مجلس العموم الكندي.